# Catherine Fall
Catherine Susan «Kate» Fall, baronne Fall, née le 2 octobre 1967 est une conseillère politique britannique, qui est chef de cabinet adjoint de David Cameron, l'ancien premier ministre. Elle est créée pair à vie en août 2015.

## Biographie
Elle est la fille de Brian Fall, ancien ambassadeur britannique à Moscou pendant l'URSS. Elle fait ses études à la King's School de Canterbury et rencontre Cameron tout en étudiant la philosophie, la politique et l'économie au St Hilda's College d'Oxford.
Elle travaille avec George Osborne au Département de Recherche Conservateur, devenant ainsi une partie de l'ensemble de Notting Hill. Fall est conseiller de Cameron pour sa première campagne électorale en 2001 dans la circonscription parlementaire rurale de l'Oxfordshire de Witney. Elle travaille ensuite dans l'unité de liaison commerciale de Michael Howard pendant son leadership du Parti conservateur et comme chef de l'opposition avant de devenir directrice du groupe de réflexion The Atlantic Partnership. Elle est alors secrétaire de bureau privé de Cameron après qu'il a été élu pour remplacer Howard comme le chef du Parti conservateur.
Lors de l'élection de Cameron au 10 Downing Street en mai 2010, il nomme le conseiller conservateur Ed Llewellyn Downing Street chef de cabinet. Cameron créé le rôle de chef de cabinet adjoint de Downing Street, chargé de soutenir le chef de cabinet, qui est confié à Fall. Avec un salaire de 100 000 £, Fall est classée parmi les 100 personnes les plus influentes de Londres en 2011 . Briefée pour garder Cameron "ponctuel et pointilleux", elle est surnommée "The Gatekeeper".
En mars 2020, Fall publie des mémoires sur son passage au gouvernement, «The Gatekeeper: Life At The Heart Of Number 10».
Le 22 octobre 2015, elle est créée baronne Fall, de Ladbroke Grove dans le Royal Borough de Kensington et Chelsea.